# Tess Kleinsman
Tess Kleinsman (Haaksbergen, 14 april 2001) is een voormalig voetbalspeelster uit Nederland. Ze speelde als verdediger voor FC Twente in de Vrouwen Eredivisie. In 2023 stopte ze noodgedwongen met voetballen en werd ze assistent-trainer bij FC Twente onder 16.

## Clubcarrière
Tess Kleinsman begon met voetballen bij HSC '21 in haar geboorteplaats Haaksbergen. Ook trainde ze mee bij FootballEquals. Kleinsman werd op op 29 december 2017, nadat ze al een tijdlang had meegetraind, geselecteerd om met FC Twente op trainingskamp te gaan naar Girona, Spanje. Op 22 februari 2018 maakte Kleinsman in een oefenwedstrijd tegen Herforder SV haar officieuze debuut voor FC Twente.
Op zestienjarige leeftijd maakte Kleinsman de overstap van de jeugdopleiding naar de hoofdmacht van FC Twente. Daarnaast tekende ze eenjarig contract.
Op 3 mei 2019 maakte Kleinsman in een thuiswedstrijd tegen Ajax haar debuut in de wedstrijdselectie van FC Twente.
In het seizoen 2018/19 werd Kleinsman met FC Twente kampioen van de Vrouwen Eredivisie. Op 24 mei 2019 verlengde ze haar contract bij FC Twente. In de laatste jaren van haar carrière kampte Kleinsman met veel blessureleed waardoor een officieel debuut bij FC Twente uitbleef. In 2023 besloot Kleinsman een einde aan haar carrière te maken. Ze werd assistent-trainer bij het nieuw opgerichte onder 16 team van FC Twente.

## Statistieken
| Seizoen | Club      | Competitie         | Competitie | Competitie | Beker | Beker | Overig | Overig | Totaal | Totaal |
| Seizoen | Club      | Competitie         | Wed.       | Dlp.       | Wed.  | Dlp.  | Wed.   | Dlp.   | Wed.   | Dlp.   |
| ------- | --------- | ------------------ | ---------- | ---------- | ----- | ----- | ------ | ------ | ------ | ------ |
| 2018/19 | FC Twente | Vrouwen Eredivisie | 0          | 0          | 0     | 0     | 0      | 0      | 0      | 0      |
| 2019/20 | FC Twente | Vrouwen Eredivisie | 0          | 0          | 0     | 0     | 0      | 0      | 0      | 0      |
| Totaal  | Totaal    | Totaal             | 0          | 0          | 0     | 0     | 0      | 0      | 0      | 0      |

Bijgewerkt t/m 2 augustus 2024.